# Vetenskapsåret 1751

## Händelser
- Axel Fredrik Cronstedt upptäcker grundämnet nickel.
- Pupillens reflex upptäcks.
- Franske astronomen Nicolas Louis de Lacaille upptäcker 47 Tuc, en klotformig stjärnhop på södra stjärnhimmelen.

## Pristagare
- Copleymedaljen: John Canton, brittisk fysiker.

## Födda
- Pierre Prévost (död 1839), schweizisk fysiker.

## Avlidna
- 30 augusti - Christopher Polhem (född 1661), svensk uppfinnare och industrialist.
- Jean-Philippe de Cheseaux (född 1718), schweizisk matematiker och astronom.